# Železniška postaja Maribor
Železniška postaja Maribor (pogovorno tudi Glavni kolodvor) je glavna železniška postaja Maribora, locirana v središču mesta med mestnima četrtema Center in Ivan Cankar.
Postaja se nahaja ob glavni, dvotirni, elektrificirani železniški progi Zidani Most–Šentilj, ki jo povezuje z Ljubljano, Celjem in Mursko Soboto proti jugu in na severu z Gradcem ter Dunajem v Avstriji, hkrati pa je tudi prva postaja na regionalni, enotirni, neelektrificirani progi Maribor–Prevalje, ki Maribor povezuje s Koroško. Do vstopa Slovenije v schengensko območje se je na postaji izvajal mejni nadzor mednarodnih vlakov med Slovenijo in Avstrijo.
Postaja ima 6 glavnih in več stranskih tirov. Po glavnih tirih se odvijata potniški in tovorni promet. Potniki vstopajo in izstopajo na vlake s treh peronov, ki se nahajajo ob tirih 1, 2, 3, 4, in 5. Tir 6 je namenjen tovornim vlakom. Slednji se ustavljajo le zaradi prometnih razlogov (križanje, prehitevanje) ali menjave osebja.
Stranski tiri so namenjeni parkiranju železniških vozil.
Postaja je zavarovana z elektronsko signalnovarnostno napravo proizvajalca CAF Signaling.

Vsak delovnik s postaje odpelje okoli 60 do 70 vlakov proti destinacijam v Sloveniji in tujini, večino so to lokalni (LP) in regionalni vlaki (R), skozi Maribor pa vozijo tudi vlaki InterCity (IC), hitri vlak InterCity Slovenija (ICS) ter mednarodni vlaki EuroCity (EC).

## Storitve
- Prodaja vozovnic
- Prodaja mednarodnih vozovnic
- Informacije
- Čakalnica
- Shranjevanje prtljage
- Nalaganje/razlaganje prtljage
- Najdeni predmeti
- WC sanitarije
- Trgovina

## Mobilnost
- Peron 1: stopnišči, tekoče stopnice, dvigalo
- Peron 2: stopnišče, tekoče stopnice, dvigalo
- Peron 3: stopnišče, dvigalo

## Prometne povezave
- Taksi